# Villeneuve-les-Genêts
Villeneuve-les-Genêts is een gemeente in het Franse departement Yonne (regio Bourgogne-Franche-Comté) en telt 301 inwoners (2005). De plaats maakt deel uit van het arrondissement Auxerre.

## Geografie
De oppervlakte van Villeneuve-les-Genêts bedraagt 25,6 km², de bevolkingsdichtheid is 11,8 inwoners per km².
De onderstaande kaart toont de ligging van Villeneuve-les-Genêts met de belangrijkste infrastructuur en aangrenzende gemeenten.

## Demografie
Onderstaande figuur toont het verloop van het inwonertal (bron: INSEE-tellingen).